# Hans Turner

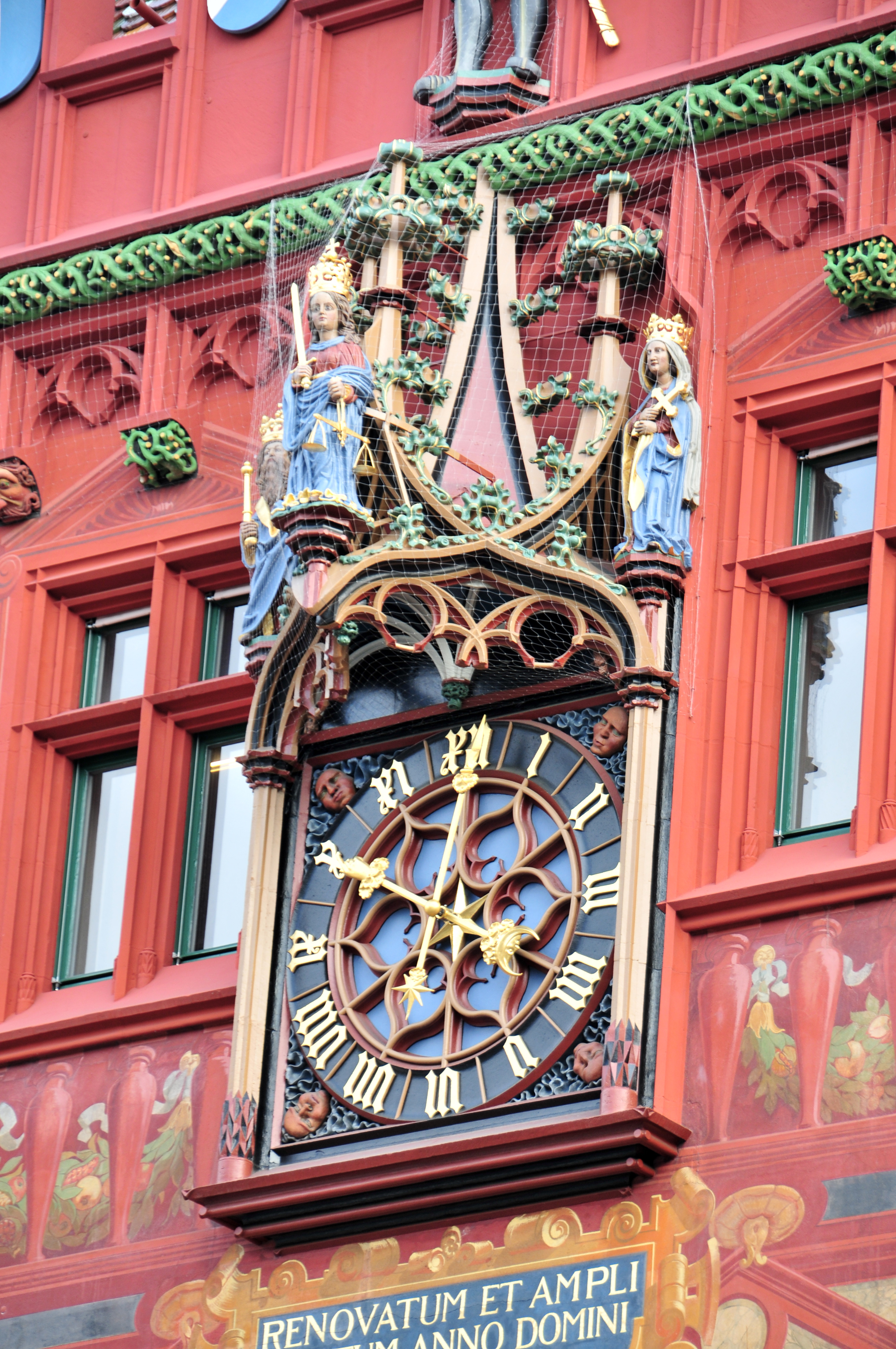
Uhr des Basler Rathauses,
mit Statuen von Hans Turner (Kopien)

Hans Turner (1504–1511 in Basel erwähnt) war ein in Basel wirkender Bildhauer.
Hans Turner, auch Hans Dürr genannt, durchlief eine Lehre als Schreiner oder Holzbildhauer. 1504 fertigte er eine Statue des Hl. Georg für den Münsterplatzbrunnen in Basel, die nicht erhalten ist. 1510/1511 schuf er für das Uhrgehäuse der Marktfassade des Basler Rathauses Statuen der Stadtheiligen Maria (später in eine Justitia umgewandelt), des Kaisers Heinrich II. und seiner Gemahlin Kunigunde sowie eines Bannerträgers. Die Originale befinden sich heute im Historischen Museum Basel. Der Kunstschreiner Jakob Steiner machte bei ihm die Lehre.